# کیزکاپان‌لی (پازارجیک)
کیزکاپان‌لی (به لاتین: Kizkapanli) یک منطقهٔ مسکونی در ترکیه است که در پازارجیک واقع شده‌است.